# 骆驼山镇
骆驼山镇，是中华人民共和国内蒙古自治区锡林郭勒盟太仆寺旗下辖的一个乡镇级行政单位。

## 行政区划
骆驼山镇下辖以下地区：
骆驼山村、二道木图村、渝树洼村、帐房山村、红星村、东河沿村、四角滩村、后水泉村、西河沿村、后山椅村、中河村、边墙沟村、巴彦宝拉格村、营盘沟村、黑山庙村、官马沟村、楚鲁乌苏村、黑渠山村和南梁村。其中，二道木图村是骆驼山镇的大村，对周围村落也有较大影响，也称“额登穆图”。